# Abitibi-Consolidated
 (décembre 2020).
Si vous disposez d'ouvrages ou d'articles de référence ou si vous connaissez des sites web de qualité traitant du thème abordé ici, merci de compléter l'article en donnant les références utiles à sa vérifiabilité et en les liant à la section « Notes et références ».
Abitibi-Consolidated est une société canadienne spécialisée dans les produits forestiers dont le siège social est situé à Montréal. Elle est le résultat de la fusion d'Abitibi-Price et de Stone-Consolidated le 29 mai 1997.
En février 2000, la compagnie Abitibi-Consolidated se porte acquéreur de sa rivale Donohue contrôlée par Quebecor.
Le 29 janvier 2007, elle annonce sa fusion avec la papetière Bowater pour former la papetière AbitibiBowater.
Le titre est retiré de la cotation NYSE courant 2007.